# 감아
"감아"는 대한민국의 래퍼 로꼬의 노래로, AOMG를 통해 2014년 3월 19일에 발매되었다.

## 음악 및 가사
앨범 소개에 따르면, 로꼬는 "너의 하루는 어땠어 / 맞아 전부 그 사람이 잘못했어 / 쓰다듬어주고 싶어 네 머리를 / 오늘도 고생 많이 했어" 등 일상에 지친 여자들에게 위로를 보낸다.

## 평가
<이즘>에서 5점 만점에 3점을 받았다. 전민석 평론가에 따르면, "가사 전달력이 좋으면서도 개성 있는 로꼬의 랩은 위로가 된다." 또한 "견고한 그레이의 프로듀싱이 빛난다."

## 차트
| 차트 (2014)     | 최고 순위 |
| --------------- | --------- |
| 대한민국 (가온) | 4         |